# Zivilliste
Als Zivilliste, in älteren Texten auch Civilliste, wird der jährliche Betrag bezeichnet, der einem Monarchen und seinen Angehörigen aus der Staatskasse gewährt wird. 

## Umfang und Regelungen
In dem jährlichen Betrag enthalten sind die Apanagen – die Abfindung der nichtregierenden Mitglieder zur Deckung eines standesgemäßen Lebenswandels – und die Aufwendungen für den herrschaftlichen Haushalt.

Aus diesem Betrag hatte der bayerische König auch die Unterhaltung sämtlicher Gebäude zu bestreiten. Der diesbezügliche Text unter Artikel VI des „Gesetzes, die Festsetzung einer permanenten Civilliste betr.“ vom 1. Juli 1834 lautet beispielsweise: 

„Alle Einrichtungen der Residenzen und Hofgebäude, Hofkapellen und Hofämter mit allen Mobilien, welche der Aufsicht der Hofstäbe und Hofintendanzen anvertraut, und zum Bedarfe oder zum Glanze des HOfes [sic!] bestimmt sind, so wie alles, was zur Einrichtung oder zur Zierde der Residenzen und Lustschlösser dient, werden von dem Könige aus der Civilliste erhalten, und alle erforderlichen neuen Nachschaffungen aus derselben besorgt.“

Neben dem Begriff Zivilliste werden die Begriffe Krondotation, Dotation, Dispositionsfonds oder Allerhöchster Dispositionsfonds in gleicher Weise, teilweise auch nebeneinander, für staatliche Zahlungen an monarchische Staatsoberhäupter verwendet.